# Paweł Herka
Paweł Herka łac. Paulus Hercius Cureloviensis (ur. ok. 1595 w Kurzelowie,  zm. 18 września 1648 w Krakowie) – matematyk i teolog, rektor Akademii Krakowskiej w 1648 roku.

## Życiorys
Studiował w Akademii Krakowskiej, uzyskując w 1618 doktorat z filozofii. Ulubiony uczeń Jana Brożka. W 1616 Jan Brożek ogłosił krótką rozprawę naukową, ułożoną w formie listu do swego ucznia Pawła Herki z Kurzelowa i dającą odpowiedź na pytanie, czy w życiu publicznym ważniejsi są astronomowie czy geometrzy. Paweł Herka od 1631 był pierwszym profesorem w Katedrze Geometrii Praktycznej Akademii Krakowskiej. W latach 1616–1620 wykładał matematykę w Krakowie, a w latach 1620–1626 w Akademii Lubrańskiego w Poznaniu. W 1627 został członkiem Kolegium Mniejszego, a w 1635 został członkiem Kolegium Większego.
W latach 1626, 1638, 1641 byt dziekanem Wydziału Filozoficznego. Na studia teologiczne wyjechał do Rzymu, gdzie w 1634 uzyskał doktorat z teologii. W 1640 przeszedł na Wydział Teologii Akademii Krakowskiej. Wielokrotnie kandydował na stanowisko rektora, ostatecznie w 1648 dostąpił upragnionego zaszczytu i został rektorem Akademii Krakowskiej. Był dziekanem kolegiaty św. Marcina w Opatowie i kustoszem kolegiaty św. Floriana w Krakowie. Pochowany został w kościele św. Floriana.